# Atwick
Atwick est un village et une paroisse civile dans l'Holderness dans le Yorkshire de l'Est, en Angleterre. Le village est à proximité de la mer du Nord, et à environ 3 km au nord d'Hornsea sur la route B1242.
La paroisse civile est formée par le village d'Atwick et le hameau de Skirlington. Selon le recensement de 2001, la paroisse comptait 318 habitants.

## Seconde Guerre mondiale

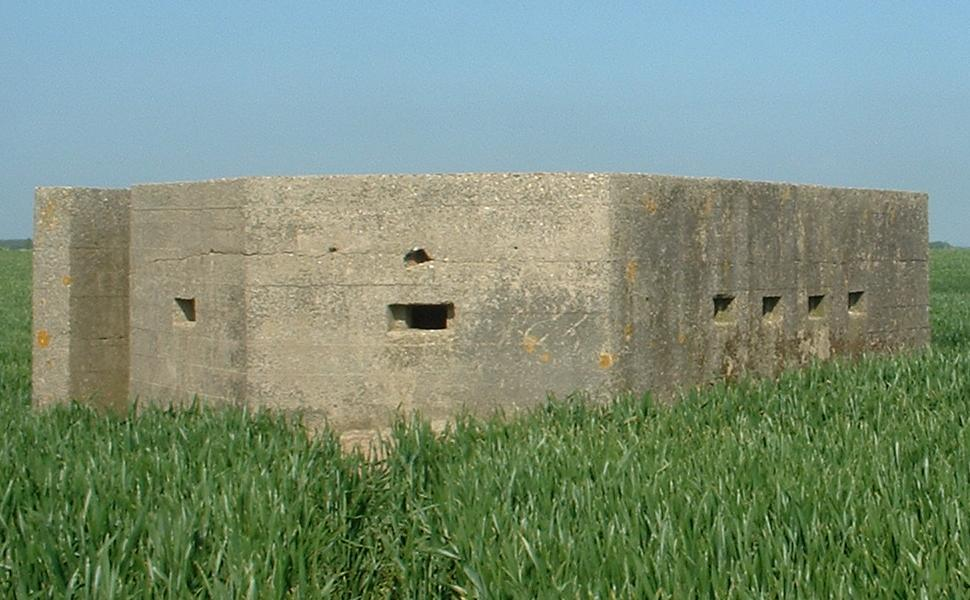
Casemate losange, à Atwick

Les fortifications de la Seconde Guerre mondiale construites dans et aux alentours d'Atwick ont été documentées par William Foot. Elles comprenaient une batterie anti-aérienne lourde et plusieurs casemates.